# Campionati del mondo di ciclismo su pista 2022 - Corsa a eliminazione maschile
La gara di corsa a eliminazione maschile ai campionati del mondo di ciclismo su pista si svolse il 16 ottobre 2022.

## Podio
| Pos.    | Atleta        | Nazionalità   |
| ------- | ------------- | ------------- |
| Oro     | Elia Viviani  | Italia        |
| Argento | Corbin Strong | Nuova Zelanda |
| Bronzo  | Ethan Vernon  | Gran Bretagna |

## Risultati
| Posizione | Atleta              | Nazione           |
| --------- | ------------------- | ----------------- |
| 1         | Elia Viviani        | Italia            |
| 2         | Corbin Strong       | Nuova Zelanda     |
| 3         | Ethan Vernon        | Gran Bretagna     |
| 4         | Jules Hesters       | Belgio            |
| 5         | Rotem Tene          | Israele           |
| 6         | João Matias         | Portogallo        |
| 7         | Tim Torn Teutenberg | Germania          |
| 8         | Philip Heijnen      | Paesi Bassi       |
| 9         | Tobias Hansen       | Danimarca         |
| 10        | Filip Prokopyszyn   | Polonia           |
| 11        | Thomas Boudat       | Francia           |
| 12        | Gavin Hoover        | Stati Uniti       |
| 13        | Jordan Parra        | Colombia          |
| 14        | Joshua Duffy        | Australia         |
| 15        | Denis Rugovac       | Rep. Ceca         |
| 16        | Yacine Chalel       | Algeria           |
| 17        | Eiya Hashimoto      | Giappone          |
| 18        | Erik Martorell      | Spagna            |
| 19        | Akil Campbell       | Trinidad e Tobago |
| 20        | Simon Vitzthum      | Svizzera          |
| 21        | José Muñiz          | Messico           |
| 22        | Ze Yu               | Cina              |
| 23        | Facundo Lezica      | Argentina         |
| 24        | Dylan Bibic         | Canada            |